# Харчування
Харчування (фізіологічний акт) — підтримка життя і здоров'я живого організму за допомогою їжі — процес поглинання їжі живими організмами для підтримки нормального перебігу фізіологічних процесів життєдіяльності, зокрема, для поповнення запасу енергії та реалізації процесів зростання і розвитку. Тварини та інші гетеротрофні організми повинні їсти, щоб вижити; їх раціон і процес поглинання поживних речовин залежить від біологічного класу, до якого вони належать. І для людини і для тварин харчування є звичайним видом повсякденної діяльності.

## Харчування тварин
Всі тварини є гетеротрофними організмами.

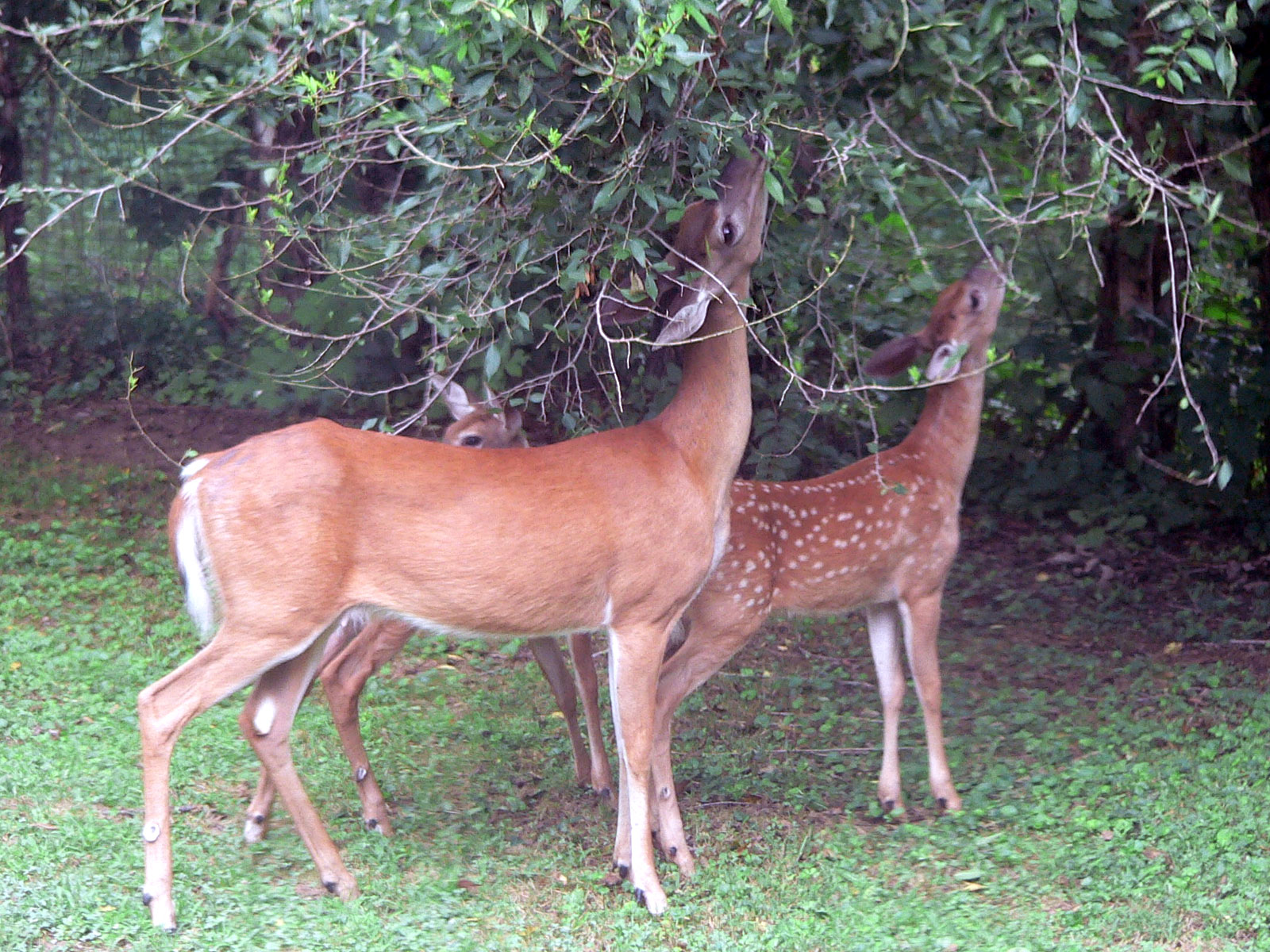
Олені, що поїдають листя

Багато тварин харчуються тільки рослинною їжею, їх називають рослиноїдними.
Хижаки використовують в їжу інших тварин.
Тварини, які харчуються як рослинами, так і тваринами, називаються всеїдними.
Тварини, які вживають в їжу трупи тварин, називаються падальниками.
Тварин, що мешкають усередині або на поверхні тіла рослини або іншої тварини і харчуються за його рахунок, називають паразитами.

## Харчування людини
Харчування людини — сукупність процесів, які забезпечують потрапляння до організму їжі з речовинами, що необхідні для нормальної життєдіяльності.

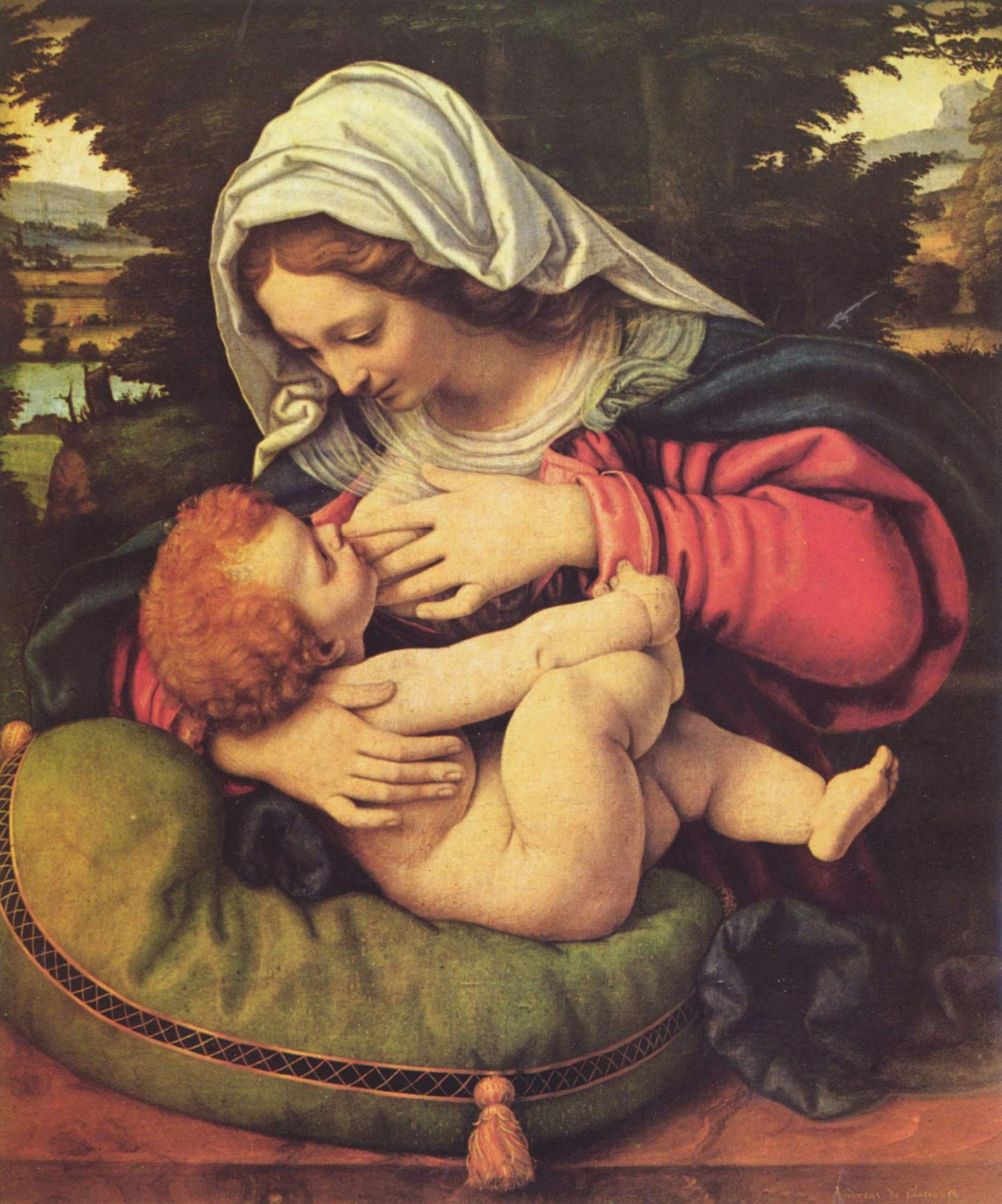
Андреа Соларіо. Мадонна із зеленою подушкою (близько 1507 року, Лувр).

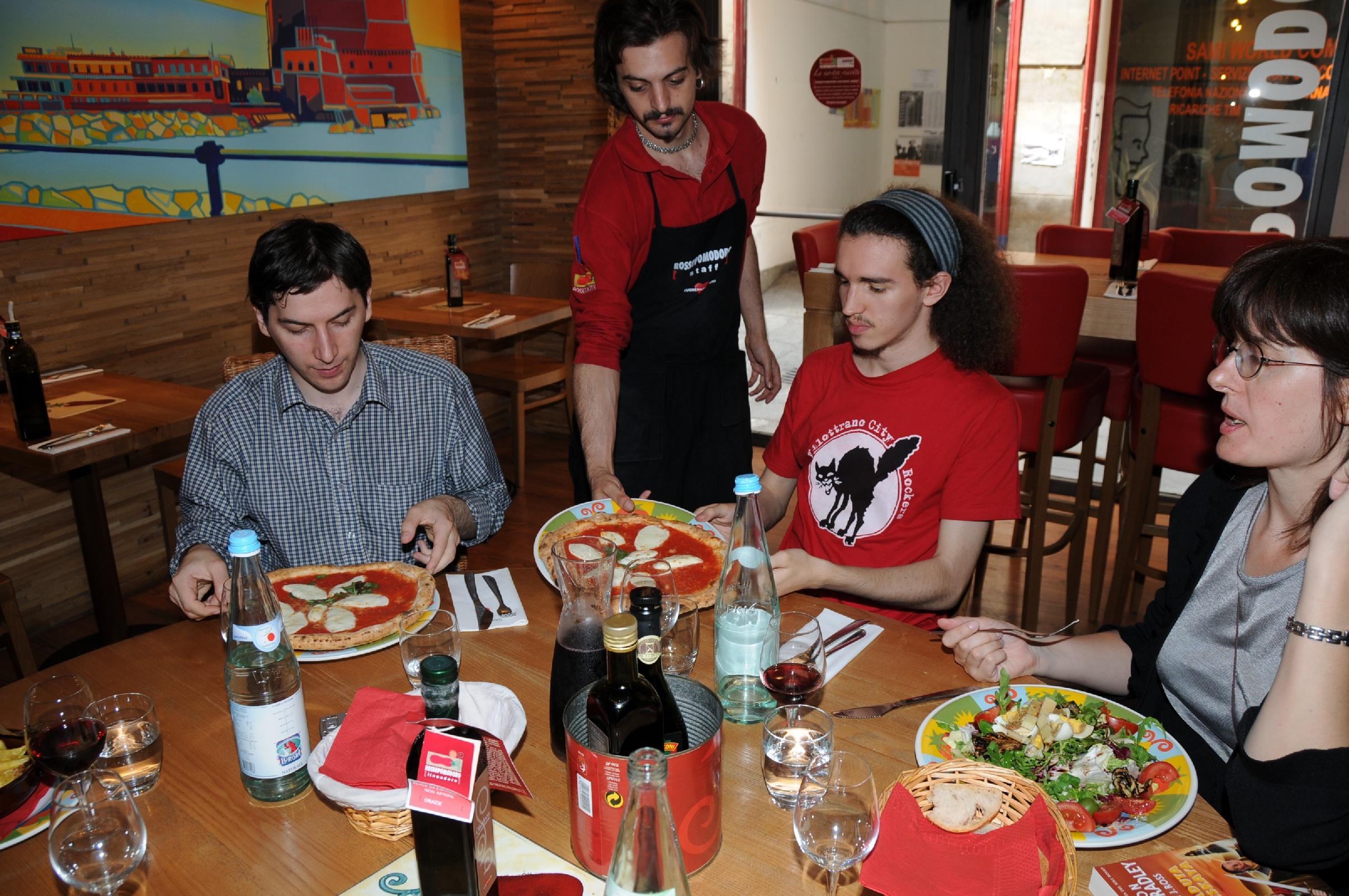
Обід у кафе

Нормальний перебіг процесів життєдіяльності в організмі багато в чому залежить від того, як організовано харчування людини з перших днів життя. Їжа повинна містити білки, жири, вуглеводи, вітаміни та мінеральні речовини, а також воду в необхідних кількостях. При цьому потреба в загальній кількості і балансі окремих компонентів харчування в першу чергу залежить від віку, виду трудової діяльності та умов життя. Під фізіологічним (раціональним) харчуванням зазвичай розуміють норми, повністю покривають всі енерговитрати організму, а для дітей ще й забезпечують процеси зростання і розвитку. Кількість енергії, що виділяється при засвоєнні організмом того чи іншого речовини називається калорійністю цього продукту.
Засвоюваність поживних речовин різна. З змішаної їжі білки засвоюються на 92 %, жири — 95 %, вуглеводи — 98 %.
Як відзначають ОЕСР і ФАО (2014 року), зернові як і раніше є головним продуктом в раціоні харчування населення світу, проте в багатьох регіонах в результаті зростання доходів населення і темпів урбанізації в раціоні харчування зростає частка білкової їжі, жирів та цукру.

### Громадське (колективне) харчування

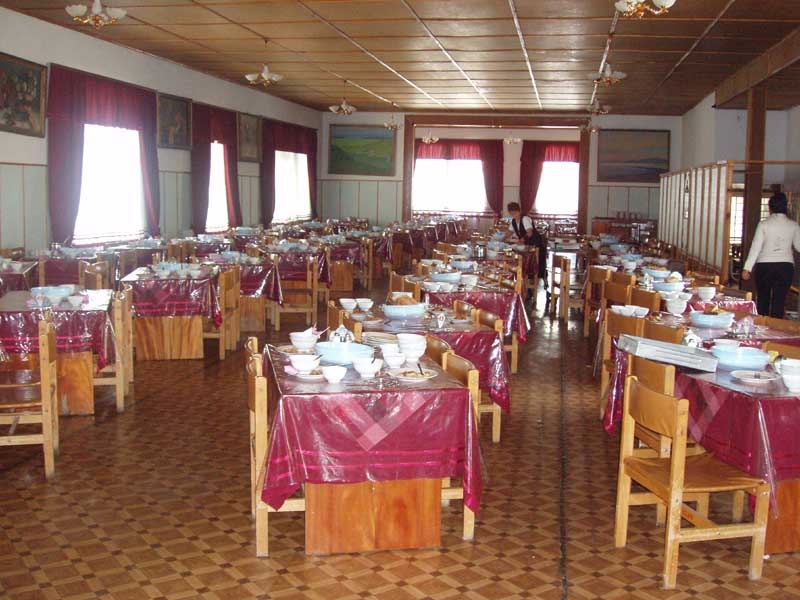
Їдальня

Громадське харчування — галузь народного господарства, сукупність підприємств, що займаються виробництвом, реалізацією та організацією споживання кулінарної продукції.
- Форми харчування в готелі
- Бортове харчування — їжа і напої, пропоновані пасажира на борту під час авіаперельоту.

### Раціональне харчування

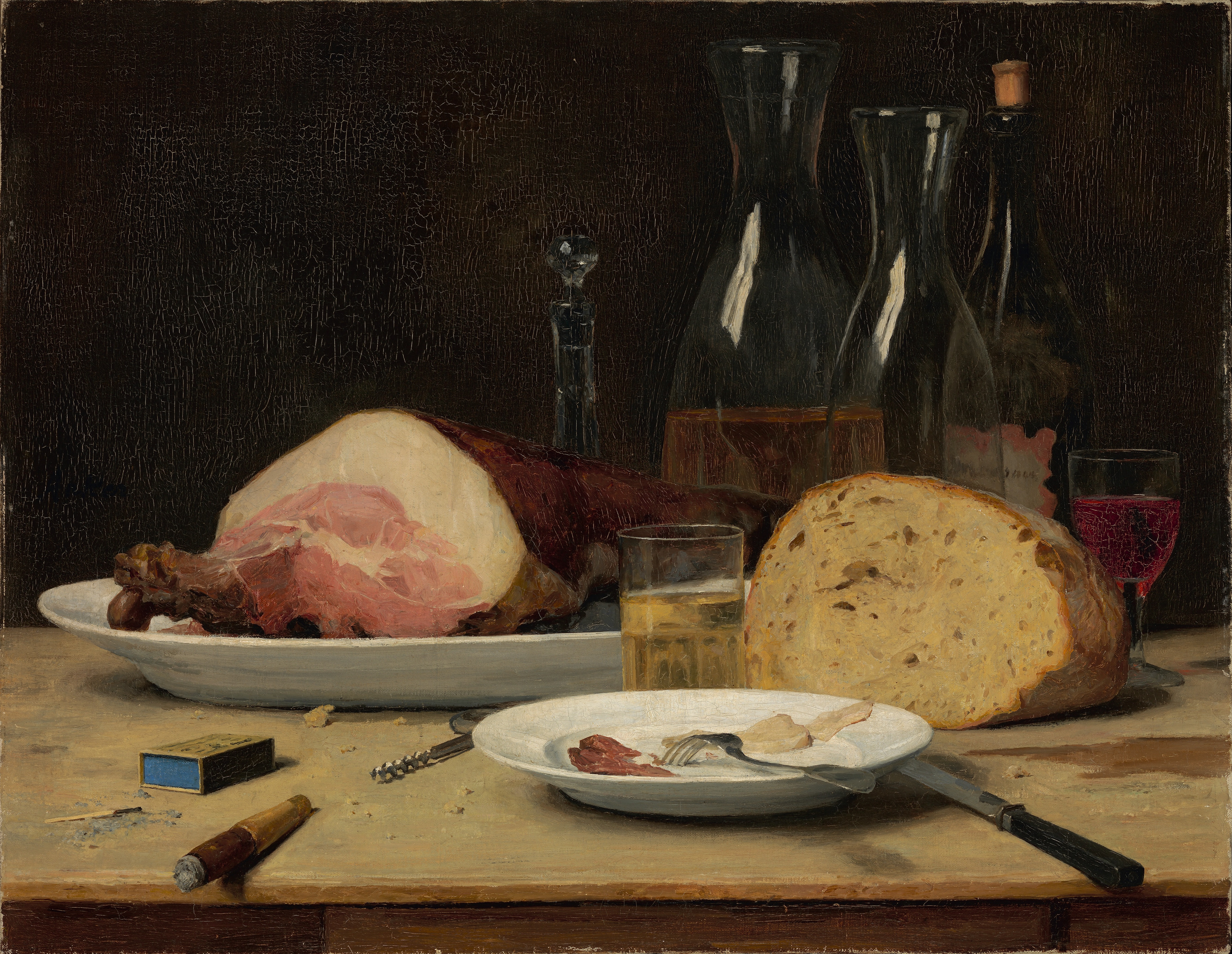
Альберт Анкер, Натюрморт (1896)

Раціональне харчування (лат. rationalis — розумний) — різноманітне і збалансоване за всіма компонентами фізіологічно повноцінне харчування здорових людей. Раціональне харчування є одним з головних компонентів здорового способу життя — один з чинників продовження активного періоду життєдіяльності людини.

### Лікувальне харчування
Прийом дієтичної їжі,  лікувальне харчування ,  дієтотерапія  (грец. δίαιτα — спосіб життя, режим харчування + грец. θεραπεία — терапія, лікування, оздоровлення, ліки), лікувальний метод, що полягає в терапії різних захворювань, наприклад цукрового діабету, спеціальною дієтою.

## Сироїдіння.
Слід застерегти тих, хто вирішив повністю переходити на сиру їжу. Справді, спершу найкращою їжею для людини були сирі фрукти та овочі. Разом із цим люди вже багато століть харчуються приготованою їжею. У переході на сироїдіння існує певна небезпека: шлунково-кишковий тракт навіть здорових людей не готовий сприймати виключно сиру їжу без шкоди для себе. Та чи багато хто може похвалитися здоровим шлунком? Майже кожен другий страждає через шлунково-кишковий тракт. Багато підлітків нині страждають на гастрити, гастродуоденіти, виразкові хвороби, у дорослих додаються коліти. З такими захворюваннями сироїдіння є шкідливим.
Зараз все більше людей переходить на сироїдіння. Водночас зростає кількість осіб, які надають перевагу смаженій їжі та фастфуду. Залишається і «золота середина» — люди, що готують їжу в каструлях, духовках і мультиварках. То яка ж їжа є найкориснішою?
Не всі продукти можна вживати сирими. Приміром, баклажан містить отруйну речовину солонін, який вивільнюється під час термічної обробки. Те ж саме можна сказати і про інші пасльонові: кабачки, картоплю. Буряк — важкий продукт для кишки, тож сирим його можна вживати лише трохи і лише людям зі здоровим шлунково-кишковим трактом. Сиру брюссельську капусту їсти не можна. Сира білокачанна капуста не рекомендована людям із захворюваннями шлунково-кишкового тракту — вона спричиняє посилене газоутворення. Зелень ми їмо, як правило, сиру.
Багато йдеться про те, що під час термічної обробки зникають мікроелементи та вітаміни. Проте люди забувають, скільки шкідливих речовин існує в тих самих сирих овочах і фруктах. Якщо це свій овоч з городу, який виріс на натуральному перегної, то його можна вживати сирим. Але багато овочів та фруктів з супермаркету без термічної обробки їсти не можна. Вони містять хімічні добрива, пестициди, свинець тощо.
Перш ніж переходити до вживання тільки сирої їжі, слід порадитися з дієтологом та пройти обстеження.